# Баррака
Не путать с бараком.

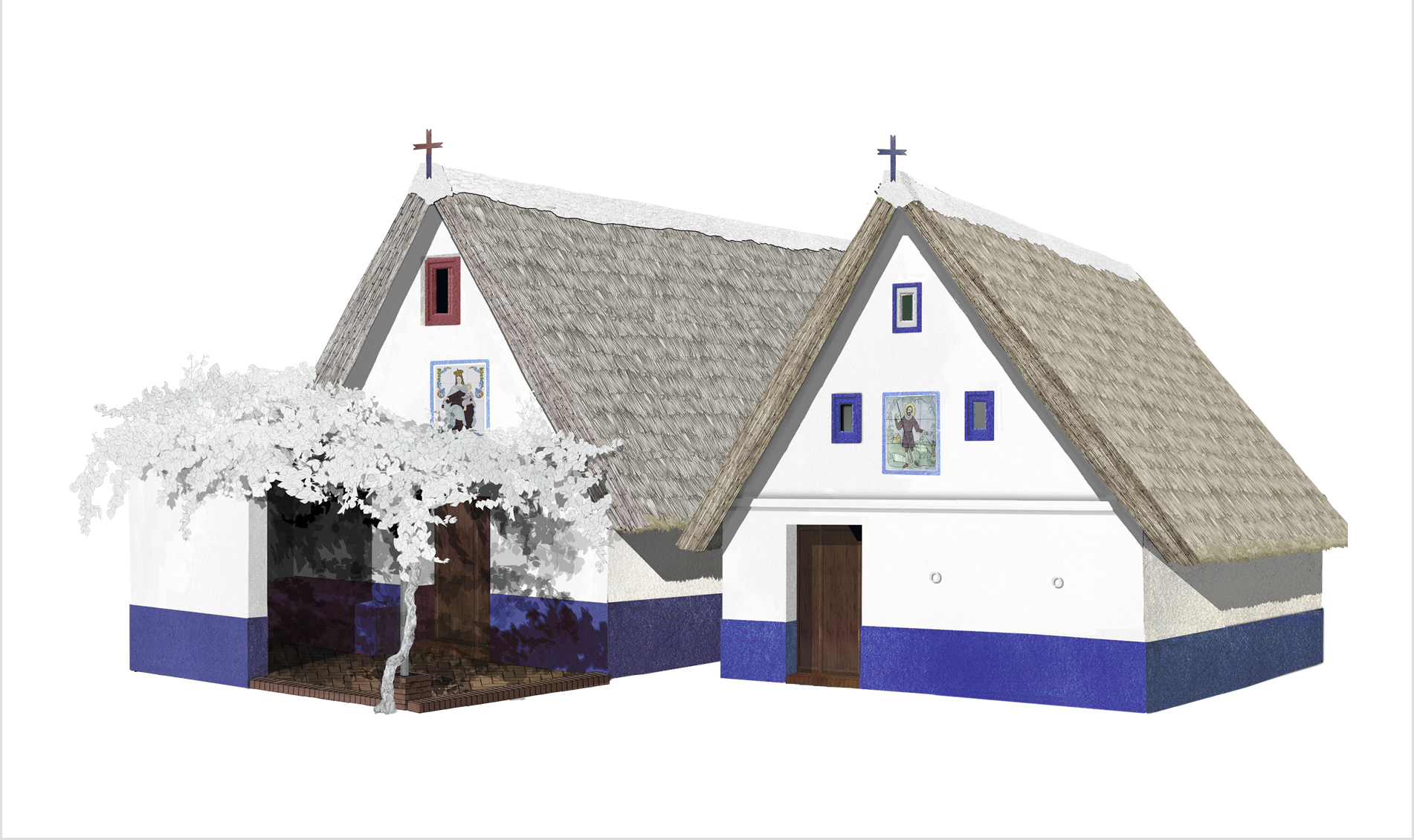
Барраки

Баррака (исп. barraca, от араб. барга‎ — крытый соломой маленький дом) — традиционное жилище, распространённое в испанской провинции Валенсия. Подобные сооружения также строились по всему Леванту и на Балеарских островах; на португальском архипелаге Мадейра, особенно в Сантане, строились палейру (порт. palheiro), по планировке схожие с барракой, но отличающиеся яркой окраской фасада.

## Устройство
Баррака — прямоугольное двухэтажное здание, вход у которого располагается с торцевой стороны, поближе к стене. На стороне, противоположной входу, находится несколько комнат. На чердаках, в которые можно попасть с помощью лестницы в коридоре, разводят шелковичных червей и сушат фрукты. Из-за жаркого климата кухня располагается в коридоре или вообще в отдельной пристройке, также по этой причине в барраке отсутствуют отопление, и соответственно, труба. Главной особенностью барраки является крыша, достигающая едва ли не земли. На концах конька крыши укрепляют два креста — обычай, который восходит к XVI в., когда христиане ставили кресты на домах, чтобы отделиться таким образом от морисков. 

## История

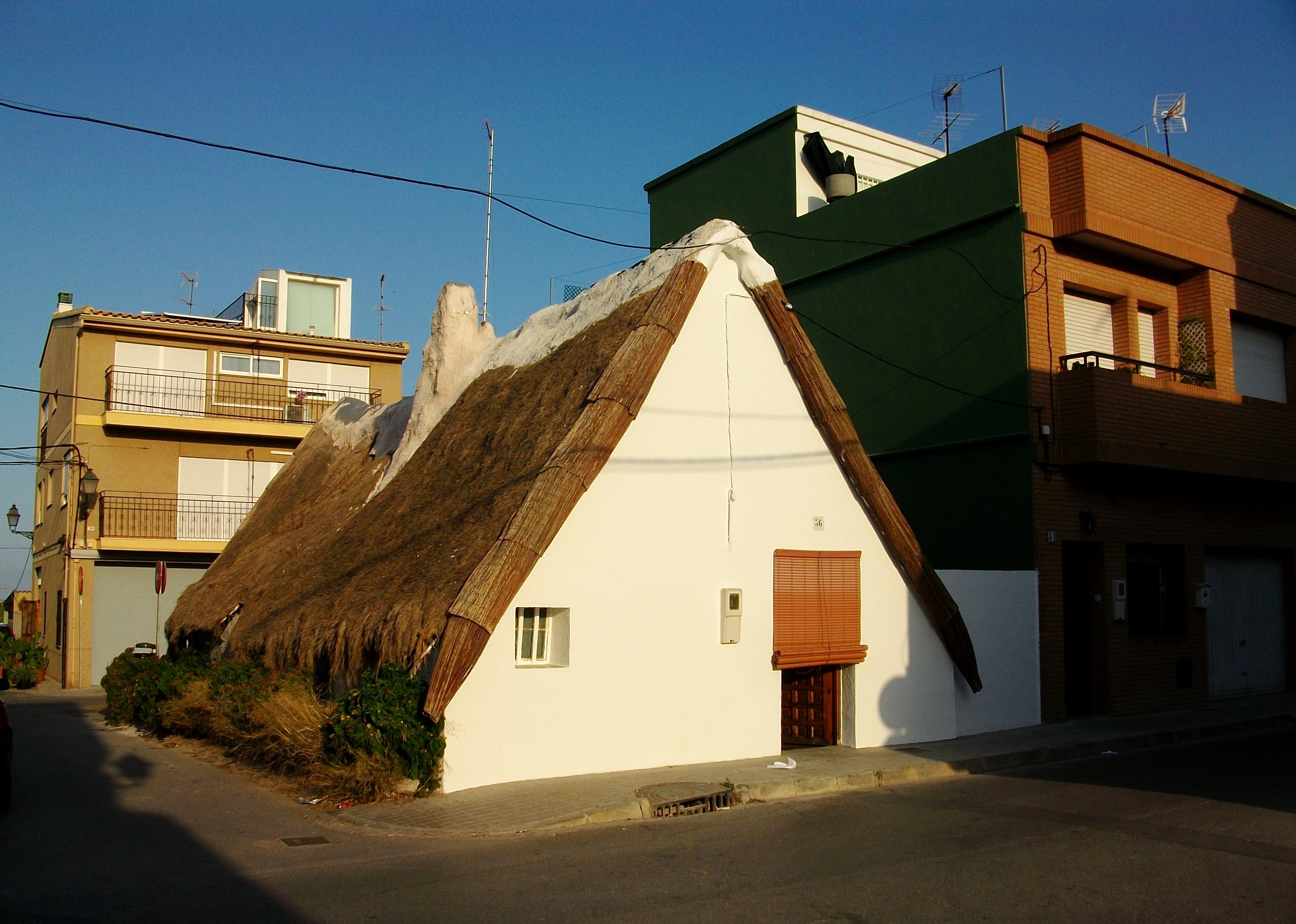
Баррака с соломенной крышей, г. Валенсия

История и происхождение этих построек мало изучены, но скорее всего, они восходят к доримским временам.

## Техника строительства
Стены строились из кирпича-сырца (адобе) или камышового каркаса, а затем обмазывались глиной и белились. Раньше крышу стелили соломой, тростником, черепицей или дранкой, сейчас — шифером или металлом. Пол глинобитный или земляной.